# Verfassung von Bulgarien

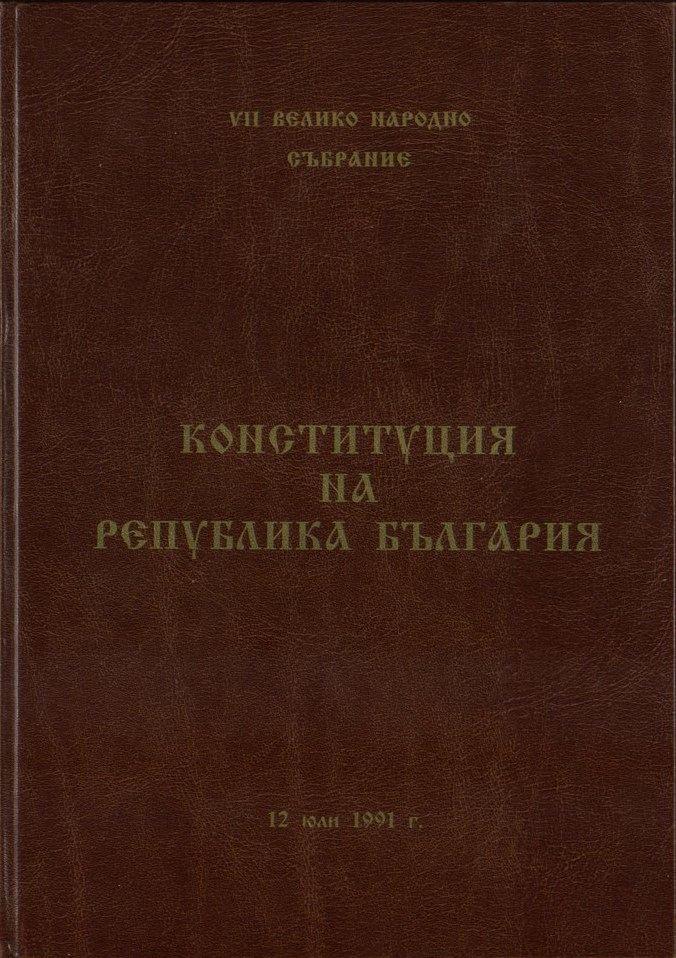
Verfassung von Bulgarien

Die Verfassung von Bulgarien (bulgarisch Конституция на България/Konstitutzija na Balgarija) ist die Verfassung der Republik Bulgarien. Die derzeitige Verfassung wurde am 12. Juli 1991 von der 7. Großen bulgarischen Nationalversammlung angenommen und definiert das Land nach 50 Jahren kommunistischer Herrschaft als eine einheitliche demokratische, rechtsstaatliche und parlamentarische Republik. Sie ist die erste Verfassung in Osteuropa, die auf den Prinzipien der Demokratie und Rechtsstaatlichkeit basiert. Sie ist auch eine der wenigen, Ivan Adamovich spricht von der einzigen in Mittel- und Osteuropa, die Regeln für die Auflösung der alten und die Einführung einer neuen Verfassung enthält. In diesem Falle tritt die Große Nationalversammlung zusammen.
Die bulgarische Nationalversammlung kann alle Vorschriften der Verfassung ändern oder ergänzen mit Ausnahme derjenigen, für welche die Große Nationalversammlung zuständig ist (Art. 153). Sie wurde viermal geändert (2003, 2005, 2006 und 2007), zuletzt im Zusammenhang mit dem Beitritt Bulgarien zur Europäischen Union (im Zuge der EU-Erweiterung 2007 trat zum 1. Januar 2007 zusammen mit Rumänien der EU bei).
Chronologisch ist sie die vierte Verfassung von Bulgarien; die erste war die Verfassung von Tarnowo von 1879 (sie konstituierte Bulgarien als eine konstitutionelle Monarchie). Die chronologisch zweite war die Verfassung der Volksrepublik Bulgarien (auch Dimitrow-Verfassung genannt, benannt nach Georgi Dimitrow; zwischen 1947 und 1971 in Kraft). Die geänderte Verfassung von 1971 ist auch als Schiwkow-Verfassung bekannt (benannt nach Todor Schiwkow).